# Eastford (Connecticut)
Eastford es un pueblo ubicado en el condado de Windham en el estado estadounidense de Connecticut. En el año 2005 tenía una población de 1.761 habitantes y una densidad poblacional de 24 personas por km².

## Demografía
Según la Oficina del Censo en 2000 los ingresos medios por hogar en la localidad eran de $57,159, y los ingresos medios por familia eran $62,031. Los hombres tenían unos ingresos medios de $45,000 frente a los $31,964 para las mujeres. La renta per cápita para la localidad era de $25,364. Alrededor del 5.9% de la población estaban por debajo del umbral de pobreza.